# Championnat de Suède de hockey sur glace 1979-1980
Saison précédente Saison suivante
La saison 1979-80 est la 5e du championnat de Suède de hockey sur glace sous le nom d'Elitserien.

## Tableau
| Place | Équipe             | PJ | V  | N | D  | BP  | BC  | Pts |
| ----- | ------------------ | -- | -- | - | -- | --- | --- | --- |
| 1.    | Leksands IF        | 36 | 18 | 7 | 11 | 156 | 124 | 43  |
| 2.    | IF Björklöven      | 36 | 17 | 8 | 11 | 156 | 145 | 42  |
| 3.    | Västra Frölunda IF | 36 | 19 | 3 | 14 | 153 | 137 | 41  |
| 4.    | Brynäs IF          | 36 | 17 | 5 | 14 | 130 | 120 | 39  |
| 5.    | AIK Solna          | 36 | 16 | 6 | 14 | 137 | 127 | 38  |
| 6.    | Djurgårdens IF     | 36 | 16 | 6 | 14 | 145 | 152 | 38  |
| 7     | Färjestads BK      | 36 | 14 | 8 | 14 | 142 | 145 | 36  |
| 8.    | MoDo AIK           | 36 | 15 | 5 | 16 | 154 | 139 | 35  |
| 9.    | Skellefteå AIK     | 36 | 12 | 4 | 20 | 141 | 168 | 28  |
| 10.   | HV 71 Jönköping    | 36 | 8  | 4 | 24 | 113 | 170 | 20  |

## Play-off
|  | Demi-finales       | Demi-finales       |   |  | Finale    | Finale |  |
|  |                    |                    |   |  |           |        |  |
|  | Leksands IF        | 0                  |   |  |           |        |  |
|  | Brynäs IF          | 2                  |   |  |           |        |  |
|  |                    |                    |   |  | Brynäs IF | 3      |  |
|  |                    | Västra Frölunda IF | 2 |  |           |        |  |
|  | IF Björklöven      | 1                  |   |  |           |        |  |
|  | Västra Frölunda IF | 2                  |   |  |           |        |  |